# ادگار ماسا
ادگار ماسا (انگلیسی: Edgardo Massa؛ زاده ۲۲ مارس ۱۹۸۱ ‏(۴۳ سال)) یک تنیس‌باز اهل آرژانتین است.